# Estados Federados da Micronésia nos Jogos Olímpicos de Verão de 2008
Os Estados Federados da Micronésia participaram dos Jogos Olímpicos de Verão de 2008, em Pequim, na China. O país estreou nos Jogos em 2000 e esta foi sua 3.ª participação.

## Desempenho

### Atletismo
| Atleta       | Prova           | Eliminatórias | Eliminatórias | Quartos-finais | Quartos-finais | Semifinal   | Semifinal   | Final       | Final       |
| Atleta       | Prova           | Resultado     | Posição       | Resultado      | Posição        | Resultado   | Posição     | Resultado   | Posição     |
| ------------ | --------------- | ------------- | ------------- | -------------- | -------------- | ----------- | ----------- | ----------- | ----------- |
| Jack Howard  | 100 m masculino | 11.03         | 65            | Não avançou    | Não avançou    | Não avançou | Não avançou | Não avançou | Não avançou |
| Maria Ikelap | 100 m feminino  | 13.73         | 80            | Não avançou    | Não avançou    | Não avançou | Não avançou | Não avançou | Não avançou |

### Halterofilismo
| Atleta           | Prova            | Arranque  | Arranque | Arremesso | Arremesso | Total | Posição |
| Atleta           | Prova            | Resultado | Posição  | Resultado | Posição   | Total | Posição |
| ---------------- | ---------------- | --------- | -------- | --------- | --------- | ----- | ------- |
| Manuel Minginfel | -62 kg masculino | 120       | 15       | 155       | 10        | 275   | 11      |

### Natação
| Atleta        | Prova                | Eliminitórias | Eliminitórias | Semifinal   | Semifinal   | Final       | Final       |
| Atleta        | Prova                | Tempo         | Posição       | Tempo       | Posição     | Tempo       | Posição     |
| ------------- | -------------------- | ------------- | ------------- | ----------- | ----------- | ----------- | ----------- |
| Debra Daniel  | 50 m livre feminino  | 30.61         | 76            | Não avançou | Não avançou | Não avançou | Não avançou |
| Kerson Hadley | 50 m livre masculino | 25.34         | 70            | Não avançou | Não avançou | Não avançou | Não avançou |